# ویتوریو کاوالوتی
ویتوریو کاوالوتی (ایتالیایی: Vittorio Cavalotti; ۳۱ ژوئیهٔ ۱۸۹۳ – ۲ سپتامبر ۱۹۳۹) دوچرخه‌سوار اهل ایتالیا بود.